# Nova Suècia
|  | No s'ha de confondre amb New Sweden. |

Nova Suècia

Nova Suècia (suec: Nya Sverige, finès: Uusi-Ruotsi, anglès: New Sweden) fou una colònia sueca establerta a les vores del riu Delaware de la costa atlàntica d'Amèrica del Nord de 1638 a 1655. La colònia incloïa seccions dels estats actuals de Delaware, Nova Jersey i Pennsilvània.
Fou fundada el 29 de març de 1638 per l'explorador Peter Minuit. La població principal era Fort Christina, en l'actualitat Wilmington (Delaware), anomenada així en honor de la reina Cristina de Suècia. Prop de 600 colons suecs s'hi establiren el mateix any. Amb el pas dels temps a altres regions de la colònia s'establiren colons suecs, finlandesos i neerlandesos. L'economia de Nova Suècia estava basada en l'agricultura i el comerç de pells.
El control suec sobre la regió durà només 17 anys, ja que el setembre de 1655, Nova Suècia fou atacada per la veïna colònia neerlandesa dels Nous Països Baixos, la qual l'annexà. Finalment, la regió sencera es convertí en territori britànic quan les flotes angleses l'envaïren el 1664.